# Yorokobi no Uta
«Yorokobi no Uta» (喜びの歌?) es el cuarto sencillo de la boy band japonesa KAT-TUN y el primero para su tercer álbum de estudio, KAT-TUN III -QUEEN OF PIRATES-. El sencillo fue lanzado en dos ediciones, una edición regular con las canciones y sus versiones instrumentales y una edición limitada con un DVD del video musical.
Fue lanzado el 6 de junio de 2007 y se convirtió en el cuarto número uno consecutivo de KAT-TUN en el Oricon singles charts con más de 300 000 copias vendidas en su primera semana.

## Ventas
En su primera semana de lanzamiento, "Yorokobi no Uta" debutó en el número 1 con 300.396 copias vendidas superando a L'Arc-en-Ciel "Seventh Heaven" del primer lugar. Se mantuvo en las listas durante 5 semanas y ha vendido más de 373.215 copias.
La canción fue nombrado el sexto sencillo más vendido de 2007 en Oricon y fue reconocido en la 22ª Japan Gold Disc Awards cuando se colocó en la "Best 10 Music Singles (Domestic)" junto en la lista con "Keep the Faith".

## Lista de pistas
- Edición Normal

| N.º | Título | Escritor(es) | Duración |  |